# Arquidiocese de Trivandrum
A Arquidiocese de Trivandrum ou Thiruvananthapuram (Archidiœcesis Trivandrensis Latinorum) é uma arquidiocese da Igreja Católica situada em Palayam, na Índia. É fruto da elevação da Diocese de Trivandrum, antiga sufragânea da Arquidiocese de Verapoly. Seu atual arcebispo é Thomas Jessayyan Netto. Sua Sé é a Catedral de São José (Palayam).

## História
O Catolicismo chegou à região pelos missionários portugueses, em especial de São Francisco Xavier. Já no século XX, o bispo de Quilon, Luís Maria Benziger, O.C.D. reiniciou forte evangelização do povo local.
Em 1937, pela bula papal In Ora Malabarica emitida pelo Papa Pio XI, é eregida a Diocese de Trivandrum, com o rito romano, divergente da Arquidiocese Maior de Trivandrum, que segue o rito oriental. Em 1952, ocorre a bifurcação do Padroado de Cochim, português, para a criação da Diocese de Alleppey, que seria a partir de então sufragânea da Diocese. Em 17 de junho de 2004, o Papa João Paulo II eleva a diocese a arquidiocese.

## Prelados
|                   | Nome                                       | Período    | Notas                   |
| Arcebispos        | Arcebispos                                 | Arcebispos | Arcebispos              |
| ----------------- | ------------------------------------------ | ---------- | ----------------------- |
| 2º                | Thomas Jessayyan Netto                     | 2022-      | Atual                   |
| 1º                | Maria Callist Soosa Pakiam                 | 2004-2022  | Arcebispo emérito       |
| Bispos            |                                            |            |                         |
| 4º                | Maria Callist Soosa Pakiam                 | 1991-2004  | Elevado à Arcebispo     |
| 3º                | Benedict Jacob Acharuparambil, O.F.M. Cap. | 1979-1991  |                         |
| 2º                | Peter Bernard Pereira                      | 1966-1978  |                         |
| 1º                | Vincent Victor Dereere, O.C.D.             | 1937-1966  |                         |
| Bispo coadjutor   |                                            |            |                         |
|                   | Peter Bernard Pereira                      | 1961-1966  |                         |
| Bispos auxiliares |                                            |            |                         |
|                   | Christudas Rajappan                        | 2016-      | Atual                   |
|                   | Peter Bernard Pereira                      | 1955-1961  | Nomeado Bispo coadjutor |